# Bokbåten Epos
Bokbåten Epos var ett flytande bibliotek som besökte mindre samhällen i fylkena Hordaland, Sogn og Fjordane och Møre og Romsdal i Norge från 1963 till 2020.
Det båtburna biblioteket invigdes 1959 och i början användes olika båtar. År 1963 lät man bygga en specialinredd båt på Fjellstrand AS i Omastrand. Bokbåten betjänade 
Sogn og Fjordane till 2015 och Møre og Romsdal till 2019 innan den slutligen lades ned även i Hordaland året efter.
Hösten 2021 beslöt 28 kommuner på Vestlandet att ge Epos en ny chans som litteraturhus och från augusti till november besökte båten  44 platser med böcker och litterära aktiviteter. Verksamheten har fått  stöd med 3 miljoner kronor under tre år från stiftelsen Fritt Ord och planerar nya aktiviteter under hösten 2022.